# Vega de Tirados
Vega de Tirados es un municipio y localidad española de la provincia de Salamanca, en la comunidad autónoma de Castilla y León. Se integra dentro de la comarca de la Tierra de Ledesma. Pertenece al partido judicial de Salamanca y a la Mancomunidad Comarca de Ledesma.
Su municipio está formado por las localidades de Carrascalino, El Carmen, La Cabra, Las Cuestas, Tirados de la Vega y Vega de Tirados, además de por el despoblado de Baños de Ledesma, ocupa una superficie total de 28,11 km² y según el INE en el año 2024 contaba con 149 habitantes.

## Símbolos

### Escudo
El escudo heráldico que representa al municipio fue aprobado el 15 de noviembre de 2016 con el siguiente blasón:

«Escudo español, cuadrilongo y redondeado en punta, de oro con un cabrio invertido de gules, cargado de siete estrellas de oro, surmontado de cinco fajas ondadas de azur y en lo bajo de dos bellotas de gules. Le timbra Corona Real española.»
Boletín Oficial de Castilla y León nº 249 de 29 de diciembre de 2016

### Bandera
La bandera municipal fue aprobada también el 11 de noviembre de 2016 con la siguiente descripción textual:

«Bandera cuadrada de proporciones 1:1. Amarilla con un cabrio rojo echado al asta y cargado de siete estrellas amarillas. En el triángulo del asta con cinco franjas azules verticales ondadas que no llegan a tocar el cabrio»
Boletín Oficial de Castilla y León nº 249 de 29 de diciembre de 2016

## Historia
La fundación tanto de Vega de Tirados, como de Tirados de la Vega, se remonta a la repoblación efectuada por los reyes de León en la Edad Media, quedando integradas ambas localidades con los nombres "Vega" y "Tyrados" en el arcedianato de Ledesma, dentro del Reino de León. Con la creación de las actuales provincias en 1833, quedan encuadrados en la provincia de Salamanca, dentro de la Región Leonesa.

## Geografía humana

### Demografía
Cuenta con una población de 149 habitantes (INE 2024).
| Gráfica de evolución demográfica de Vega de Tirados entre 1842 y 2021                                                 |
| |
| Población de derecho según los censos de población del INE. Población de hecho según los censos de población del INE. |

### Núcleos de población
El municipio se divide en varios núcleos de población, que poseían la siguiente población en 2015 según el INE.
| Núcleo de población | Población |
| ------------------- | --------- |
| Vega de Tirados     | 148       |
| Tirados de la Vega  | 18        |
| La Cabra            | 13        |
| El Carmen           | 1         |
| Las Cuestas         | 1         |
| Baños de Ledesma    | 0         |
| Carrascalino        | 0         |

## Administración y política
| Partido político                         | 2019  | 2019  | 2019       | 2015  | 2015  | 2015       | 2011  | 2011  | 2011       | 2007  | 2007  | 2007       | 2003  | 2003  | 2003       |
| Partido político                         | %     | Votos | Concejales | %     | Votos | Concejales | %     | Votos | Concejales | %     | Votos | Concejales | %     | Votos | Concejales |
| Partido Socialista Obrero Español (PSOE) | 63,97 | 87    | 4          | 73,13 | 98    | 4          | 53,59 | 82    | 4          | 67,44 | 116   | 4          | 61,67 | 418   | 4          |
| Partido Popular (PP)                     | 23,53 | 32    | 1          | 14,18 | 19    | 1          | 39,22 | 60    | 1          | 12,79 | 22    | 0          | 37,50 | 90    | 1          |
| Unión del Pueblo Salmantino (UPSa)       | —     | —     | —          | —     | —     | —          | —     | —     | —          | 18,02 | 31    | 1          | 0,42  | 1     | 0          |

## Monumentos y lugares de interés
- Iglesia de Nuestra Señora de la Asunción, donde se custodia la imagen del Cristo de las Aguas.
- Iglesia de San Miguel (Tirados de la Vega), en ruinas, templo de orígenes románicos abandonado a finales del siglo XIX.

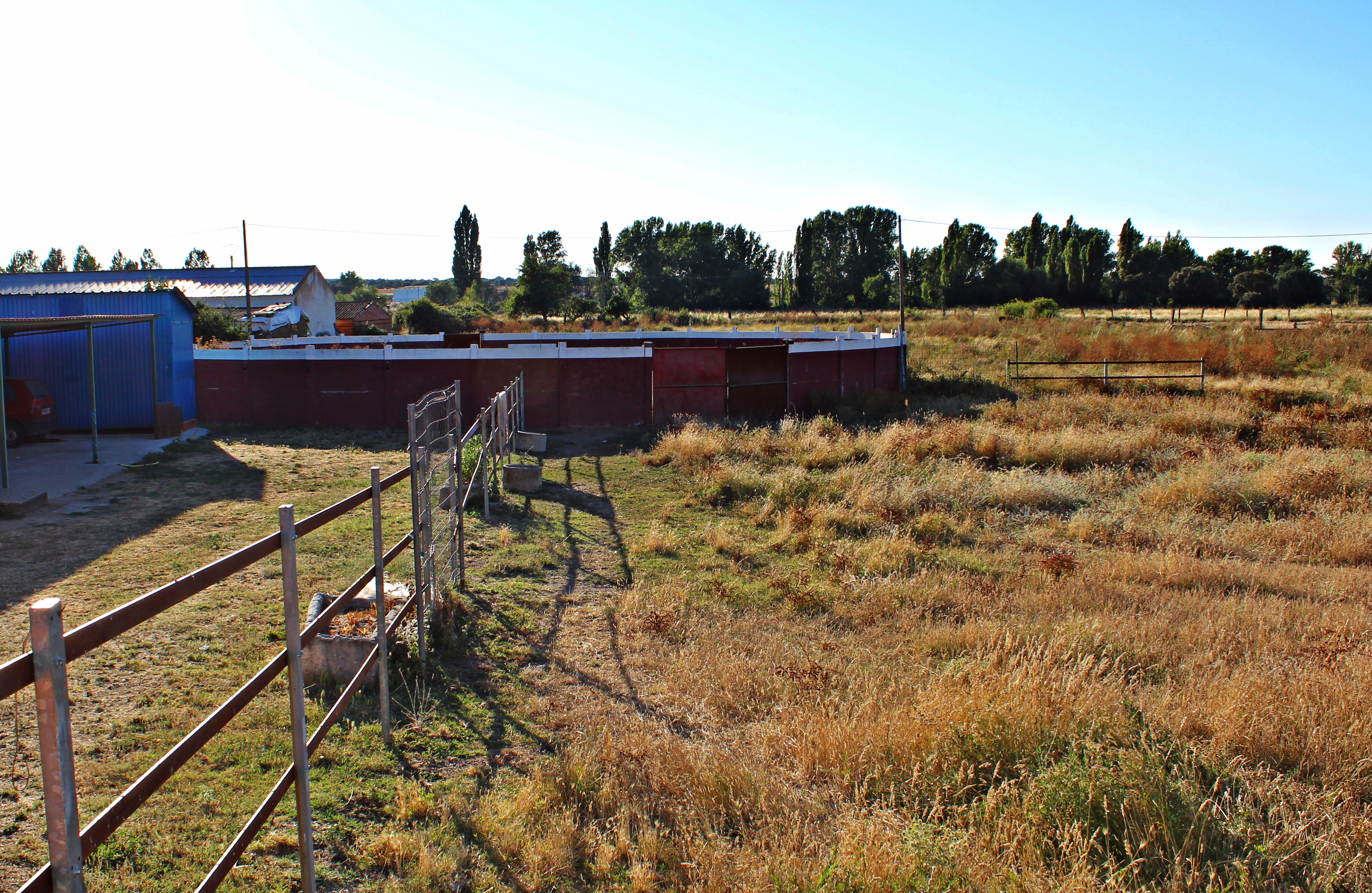
Campo de toros.

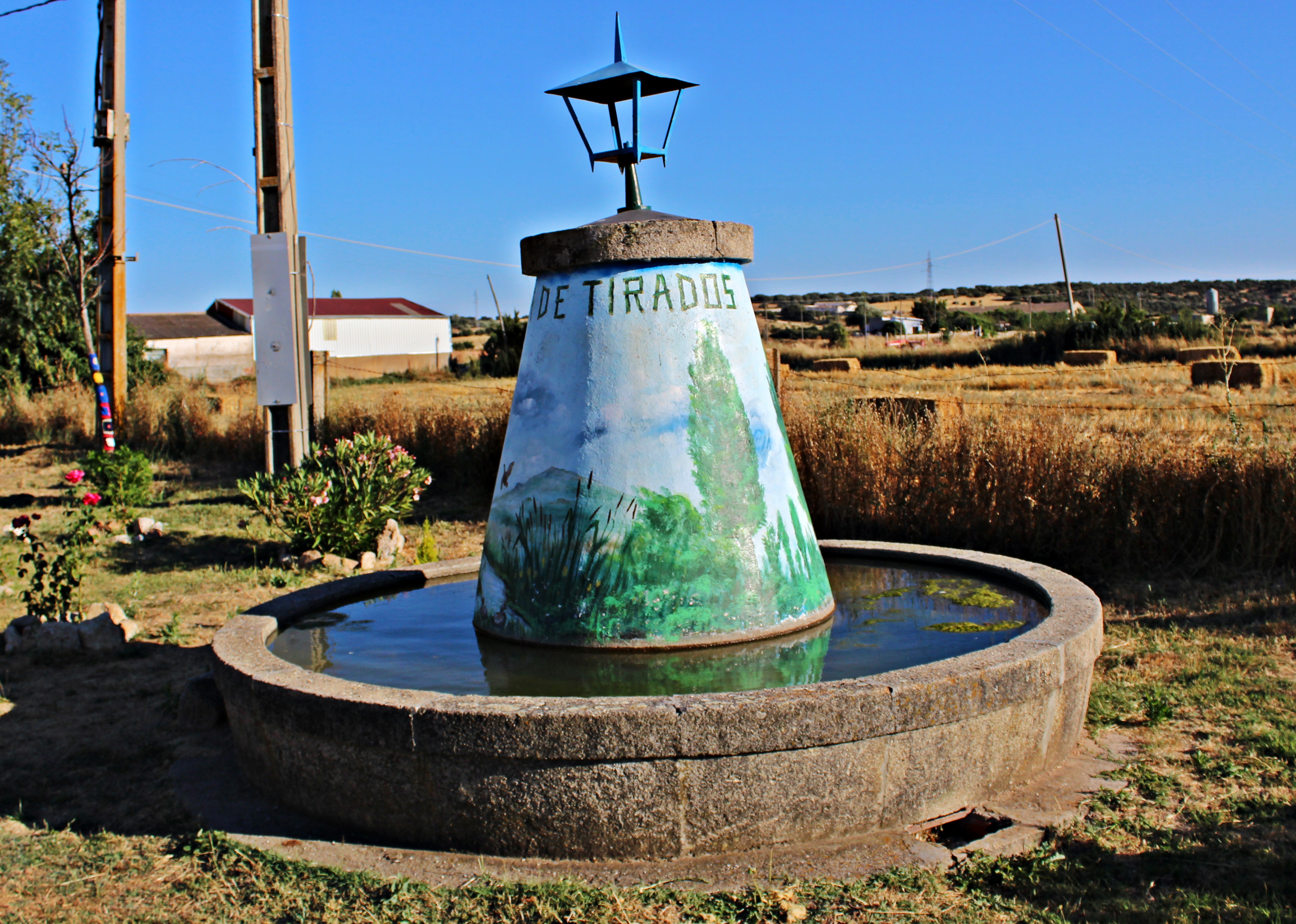
Fuente.